# Пломбьер
Пломбьер — коммуна в Валлонии, расположенная в провинции Льеж, округ Вервье. Принадлежит Французскому языковому сообществу Бельгии. На площади 53,17 км² проживают 9672 человека (плотность населения — 182 чел./км²), из которых 49,45 % — мужчины и 50,55 % — женщины. Средний годовой доход на душу населения в 2003 году составлял 9812 евро. Вблизи от города находится виадук Морене (Moresnet, Viaduc) — один из красивых железнодорожных мостов мира и разъезд Гар-де-Монзан (Gare de Montzen).